# Homólisis
En química se denomina homólisis o ruptura homolítica a la ruptura de un enlace químico en el que cada átomo participante del enlace retiene un electrón del par que constituía la unión formándose dos radicales.
La energía necesaria para llevar a cabo la ruptura se conoce como "la energía de disociación homolítica de enlace" y puede ser aportada, por ejemplo, por medio de radiación ultravioleta.
Ej:
{\displaystyle \ H_{3}C-CH_{3}} + Energía {\displaystyle \longrightarrow H_{3}C\cdot +\cdot CH_{3}}
Otros tipos de ruptura de enlace, como la heterólisis, implican que una de las especies formadas retiene los dos electrones que formaban parte de la unión, quedando con una carga eléctrica neta negativa mientras la otra especie queda con una carga positiva.